# Ишоц
Ишоц (арм. Իշոց) — гавар провинции Мокк Великой Армении. На сегодняшний день территория исторического гавара Ишоца находится в границах Турции.

## География
Ишоц находится на севере провинции Мокк. На юго-западе Ишоц граничит с гаваром Ишайр провинции Мокк, на западе − с гаваром Мьюс-Ишайр, а на северо-западе − с гаваром Арвениц-Дзор провинции Мокк, на северо-востоке с гаваром Рштуник провинции Васпуракан, на востоке − с гаваром Мокс-Арандзнак провинции Мокк, на юго-востоке − с гаваром Миджа провинции Мокк, на юге − с гаваром Джермадзор провинции Мокк.
Крупнейшим поселением Ишоца является город Одз. 